# 黑帶突頜麗魚
黑帶突頜麗魚，為輻鰭魚綱鱸形目隆頭魚亞目慈鯛科的其中一種，分布於非洲剛果河流域，體長可達11.6公分，棲息在水底，生活習性不明。